# Leo Prochownik
Leo Prochownik (* 18. Juni 1875 in Landsberg a.d. Warthe; † 31. Oktober 1936 in Berlin) war ein deutscher Figuren-, Landschafts- und Marinemaler, Radierer und Illustrator.

## Leben
Die Eltern Leo Prochowniks waren David und Ottilie Prochownik, geb. Robinson (1845–1911). Vor seiner Einschulung zog die Familie nach Bremen um, dann nach Berlin. David Prochownik betrieb mit seinen Brüdern Wilhelm und Jonas eine Importfirma für Parfümeriewaren in Berlin, Ritterstraße 45 („arisiert“ 1938).
Nach dem Schulabschluss trat Leo Prochownik als Lehrling in eine Dekorationsfirma ein. In diesem Zusammenhang war er u. a. an der Innenausmalung der Krolloper beteiligt. Parallel studierte er an der Unterrichtsanstalt des Kunstgewerbemuseums Berlin. Im Oktober 1895 ging er zur weiteren Ausbildung nach München, kehrte aber bereits 1896 nach Berlin zurück, wo er als Illustrator und Reklamekünstler arbeitete. Im Juni 1897 trat er das Studium an der Kunstakademie Dresden an, wo er bei Bantzer und Gotthard Kuehl studierte. 1904 kehrte er nach Berlin zurück, im Januar 1905 wurde er an der Berliner Akademie der Künste von Karl Köpping als Meisterschüler aufgenommen.
1909 heiratete Prochownik Gertrud Borgzinner (1884–1982). Nach kurzem Aufenthalt in Kopenhagen kehrten sie nach Berlin zurück, wo sie zunächst in Berlin-Steglitz, ab 1912 in der Landauer Straße nahe Rüdesheimer Platz wohnten.
Im Januar 1917 wurde Prochownik zum Militärdienst einberufen. Er erkrankte bald darauf und wurde nach einem Aufenthalt im Militärlazarett Kortau im März 1917 aus dem Militärdienst entlassen.
1919 wurde die Tochter Marianne geboren.
Ab 1925 kam Leo Prochownik durch die Berufstätigkeit seiner Frau Gertrud, die die Arbeitsgemeinschaft jüdischer Arbeitsnachweise in Berlin übernommen hatte, in Kontakt mit jüdischen Intellektuellen. U.a. war die Familie mit Salomon Adler-Rudel befreundet. Er fertigte eine Serie von Porträts jüdischer Jugendlicher an, die er im jüdischen Volksheim kennengelernt hatte. Ursprünglich war eine Buchausgabe der Porträts beabsichtigt.
Leo Prochownik war als Illustrator, u. a. für die Zeitschrift Jugend tätig. Auf Ferienreisen nach Liseleje und Rügenwaldermünde fertigte er Landschaftsskizzen an, ebenso 1929 in Cadempino und 1930–1935 jährlich in Kloster auf Hiddensee.
1929 schloss sich Prochownik der Künstlergemeinschaft Porza an.
Im Jahr 1936 starb er nach längerer Krankheit. Seine Frau Gertrud überlebte die NS-Zeit im Versteck bei Johanna und Lothar Kreyssig und emigrierte über Australien nach London. Ein Teil der Werke Prochwniks wurde nach dem Zweiten Weltkrieg im Keller des Jüdischen Krankenhauses in Berlin aufgefunden.

## Werk
- Ab 1896 Illustrationen u. a. für die Zeitschriften Pan, Jugend, Neuland.
- 1902 Illustrationen für die Novellensammlung Der gelbe Kater des befreundeten Schriftstellers Hans Bethge.
- 1919 Radierungen zu Maurice de Guérins Centaur. OCLC 719097972.
- Landschaftsstudien bei Sommeraufenthalten an verschiedenen Orten (Rügen, Hiddensee, Italien, Dänemark), Personenstudien in Berlin während des Ersten Weltkrieges und danach. Gemälde mit religiöser Thematik.

## Ausstellungen
- 1903 Ausstellung von zwei Landschaftsgemälden in der Berliner Sezession.
- Dezember 1916 Ausstellung bei Teichert, Königsberg.
- 1920 Alleinausstellung im Kunstsalon Nikolai, Berlin.
- 1936 Ausstellung im Klubheim des jüdischen Frauenbundes, Berlin, Marburger Str.
- 1986, British Alpine Association, London, South Audley Street, organisiert von George Krausz.